# Pierre Duhem
Pierre Maurice Marie Duhem (født 9. juni 1861 i Paris, død 14. september 1916 i Cabrespine) var en fransk fysiker.
Duhem var professor i teoretisk fysik i Bordeaux fra 1895 til sin død. Han har navnlig arbejdet med matematisk fysik, særlig termodynamik, og teoretisk kemi samt skrevet et stort værk (5 bind) om fysikkens historie. Han var overbevist om at fysiske fænomener, inklusive mekanik, elektromagnetisme og kemi kunne afledes fra termodynamikkens principper.

## Værker
Bøger
- (1886). Le Potentiel Thermodynamique et ses Applications à la Mécanique Chimique et à l'Étude des Phénomènes Électriques. Paris: A. Hermann.
- (1888). De l'Aimantation par Influence. Suivi de Propositions Données par la Faculté. Paris, Gauthier-Villars et Fils.
- (1891). Cours de Physique Mathématique et de Cristallographie de la Faculté des Sciences de Lille. Paris: A. Hermann.
- (1891–1892). Leçons sur l'Électricité et le Magnétisme. Paris: Gauthier-Villars et Fils, tome I (English EPUB), tome II (English EPUB), tome III (English EPUB).
- (1893). Introduction à la Mécanique Chimique. Paris: G. Carré.
- (1894). Sur les Déformations Permanentes et l'Hysteresis. Bruxelles: Impr. de Hayez.
- (1895). Les Théories de la Chaleur.
- (1896). Théorie Thermodynamique de la Viscosité, du Frottement et des faux Équilibres Chimiques. Paris: A. Hermann.
- (1897–1898). Traité Élémentaire de Mécanique Chimique Fondée sur la Thermodynamique. Paris: A. Hermann.
  - (1897). Les Mélanges Doubles: Statique Chimique Générale des Systèmes Hétérogènes.
  - (1898). Faux Équilibres et Explosions.
- (1902). Le Mixte et la Combinaison Chimique. Essai sur l'Évolution d'une Idée. Paris: C. Naud.
- (1902). Les Théories Électriques de J. Clerk Maxwell: Étude Historique et Critique. Paris: A. Hermann.
- (1902). Thermodynamique et Chimie: Leçons Élémentaires à l'Usage des Chimistes. Paris: A. Hermann.
- (1903). Recherches sur l'Hydrodynamique. Paris: Gauthier-Villars.
- (1903). Les Origines de la Statique. Paris: A. Herman, tome I, tome II.
- (1905). L'Évolution de la Mécanique. Paris, A. Hermann.
- (1906). La Théorie Physique. Son Objet, sa Structure. Paris: Chevalier & Riviére (Vrin, 2007).
- (1906). Recherches sur l'Élasticité. Paris: Gauthier-Villars.
- (1903–13). Études sur Léonard de Vinci, ceux qu'il a lus, ceux qui l'ont lu, 3 vol., Paris: A. Hermann.
  - Première série : Ceux qu'il a lu et ceux qui l'ont lu, 1906.
  - Deuxième série.
  - Troisième série : Les précurseurs parisiens de Galilée, 1913.
- (1908). Josiah-Willard Gibbs, à propos de la Publication de ses Mémoires Scientifiques. Paris: A. Hermann.
- (1908). Sauver les Phénomènes. Essai sur la Notion de Théorie Physique de Platon à Galilée. Paris: A. Hermann (Vrin, 2005).
- (1909). Le Mouvement Absolu et le Mouvement Relatif. Paris: Impr. Librairie de Montligeon. English EPUB
- (1911). Traité d'Énergétique. Paris: Gauthier-Villars, tome I (English EPUB), tome II (English EPUB).
- (1913–1959). Le Système du Monde. Histoire des Doctrines Cosmologiques de Platon à Copernic: tome I, tome II, tome III, tome IV, tome V, tome VI, tome VII, tome VIII, tome IX, tome X.
- (1915) La Science Allemande. Paris: A. Hermann.

Artikler
- (1908). "La Valeur de la Théorie Physique," Journal de Mathémathiques Pures et Appliquées, Vol. XIX, pp. 7–19.
- (1908). "Ce que l'on Disait des Indes Occidentales avant Christophe Colomb," Journal de Mathémathiques Pures et Appliquées, Vol. XIX, pp. 402–406.
- (1909). "Note: Thierry de Chartres et Nicholas de Cues," Revues des Sciences Philosophiques et Théologiques, Troisième Année, pp. 525–531.
- (1911). "Sur les Petites Oscillations d'un Corps Flottant," Journal de Mathémathiques Pures et Appliquées, Vol. VII, Sixiéme Série, pp. 1–84.
- (1911). "Le Temps selon les Philosophes Hellénes," Part II, Revue de Philosophie, Vol. XIX, pp. 5–24, 128–145.
- (1914). "Roger Bacon et l'Horreur du Vide," in A.G. Little (ed.), Roger Bacon Essays. Oxford, at the Clarendon Press.
- (1915). "Quelques Réflexions sur la Science Allemande," Revue des Deux Mondes, Vol. XXV, pp. 657–686.
- (1916). "L'Optique de Malebranche," Revue de Métaphysique et de Morale, Vol. XXIII, No. 1, pp. 37–91.

Duhem's mathematics papers from NUMDAM